# Agonopterix yeatiana
Agonopterix yeatiana — вид лускокрилих комах родини плоских молей (Depressariidae).

## Поширення

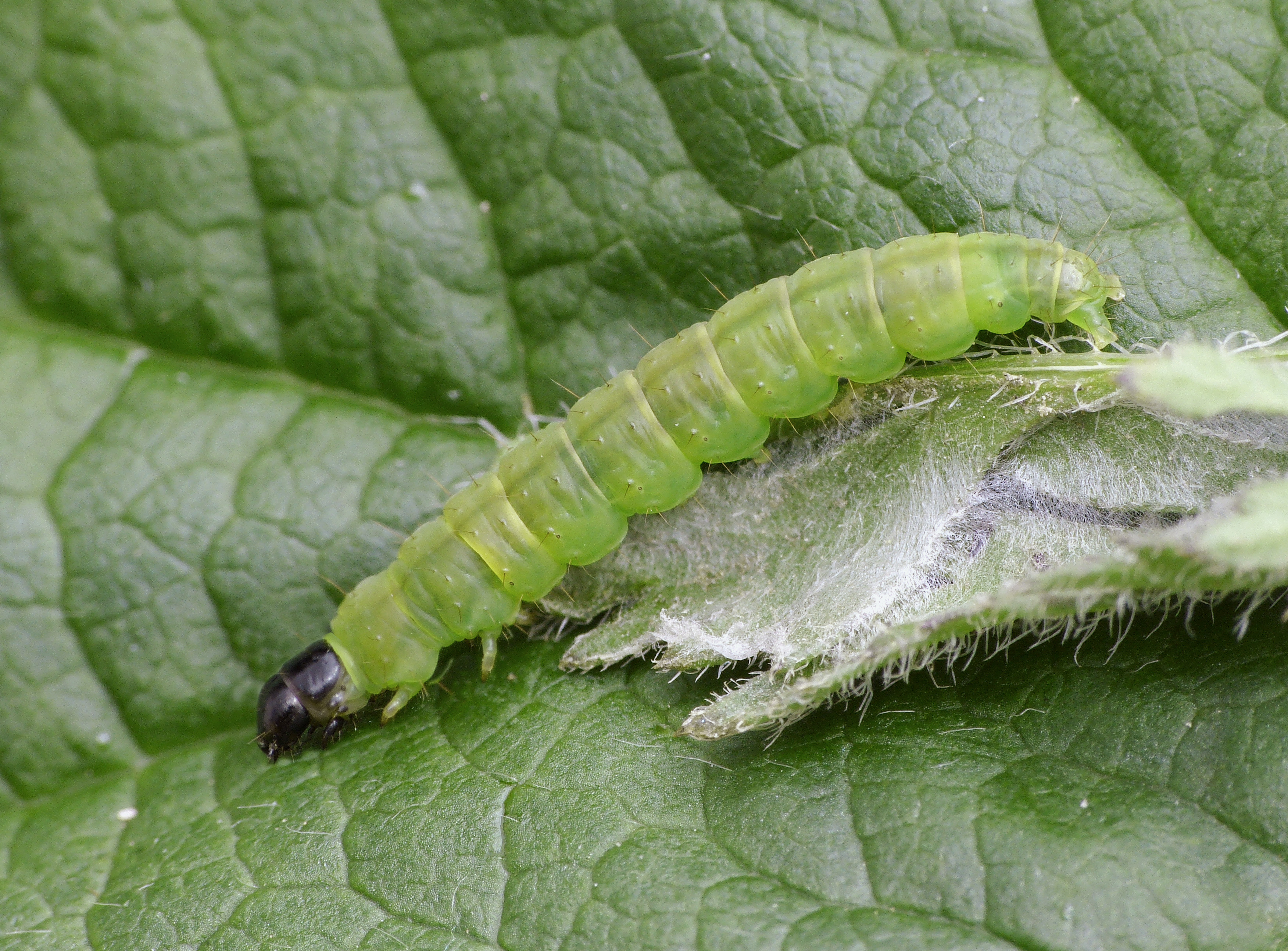
Гусінь

Вид поширений на більшій частині Європи. Присутній у фауні України.

## Опис
Розмах крил 19-23 мм. Передні крила блідо-сірувато-вохристі з декількома чорними лусочками. Задні крила блідуваті. Личинка жовтувато-зелена з чорною головою.

## Спосіб життя
Імаго літають з серпня до кінця червня. Личинки живляться листям окружкових рослин. Зимують метелики.